# Єзьоро (Сілезьке воєводство)
Єзьоро (пол. Jezioro) — село в Польщі, у гміні Вренчиця-Велька Клобуцького повіту Сілезького воєводства.
Населення — 408 осіб (2011).
У 1975-1998 роках село належало до Ченстоховського воєводства.

## Демографія
Демографічна структура станом на 31 березня 2011 року:
|          | Загалом | Допрацездатний вік | Працездатний вік | Постпрацездатний вік |
| -------- | ------- | ------------------ | ---------------- | -------------------- |
| Чоловіки | 203     | 35                 | 147              | 21                   |
| Жінки    | 205     | 35                 | 118              | 52                   |
| Разом    | 408     | 70                 | 265              | 73                   |